# Lippe (département)
Pour les articles homonymes, voir Lippe.
1811–1814
Entités précédentes :
- Grand-duché de Berg
- Duché d'Aremberg
- Comté de Salm

Entités suivantes :
- Royaume de Hanovre
- Royaume de Prusse

La Lippe est un ancien département français de 1811 à 1814 et dont le chef-lieu était Münster, aujourd'hui situé en Allemagne. Il tire son nom de la rivière Lippe.

## Histoire
Le département est formé le 27 avril 1811 à la suite de l'annexion de la partie nord du grand-duché de Berg en décembre 1810. En effet, les arrondissements détachés de Berg, d'abord rattachés à des départements existants (à l'Yssel-Supérieur pour les arrondissements de Rees et Munster, à l'Ems-Occidental pour celui de Neuenhaus, et aux Bouches-de-l'Yssel pour celui de Steinfurt), sont réunis pour former ce nouveau département.
Après la chute de Napoléon Ier, le département est officiellement supprimé par le traité de Paris en mai 1814 et divisé entre les royaumes de Prusse et de Hanovre.

## Organisation du département
Le département est composé de vingt-deux cantons par décret du 28 avril 1811 et découpé en quatre arrondissements :
- Arrondissement de Münster : Dulmen, Halteren, Munster, Noettulen et Saint-Maurice (de).
- Arrondissement de Newhausen : Beintheim, Heden, Newhausen, Northorn et Wesew.
- Arrondissement de Rees : Bocholt, Borken, Emmerick, Rées, Reichenbeck et Statslohn.
- Arrondissement de Steinfurt : Ahaus, Billerbeck, Coesfeld, Ochtrup, Rheine et Steinfurt.

## Liste des préfets
Ce département n'a compté qu'un seul préfet.
| Période          | Période       | Identité                                                            | Fonction précédente      | Observation                                                                      |
| ---------------- | ------------- | ------------------------------------------------------------------- | ------------------------ | -------------------------------------------------------------------------------- |
| 13 décembre 1810 | novembre 1813 | Jean Charles Victorin de Lasteyrie du Saillant, (comte du Saillant) | Chambellan de l'Empereur | Quitte le département en novembre 1813, traitement provisoire le 21 janvier 1814 |
|                  |               |                                                                     |                          |                                                                                  |